# دارک‌تیبل
دارک‌تیبل (به انگلیسی: Darktable) یک نرم‌افزار آزاد ویرایش و مدیریت عکس خام است. این نرم‌افزار به جای اینکه یک ویرایشگر گرافیک شطرنجی مانند فتوشاپ، کریتا یا گیمپ باشد، شامل زیرمجموعه‌ای از عملیات ویرایش تصویر است که به طور خاص با هدف ویرایش غیرمخرب پس‌تولید تصویر خام انجام می‌شود. این نرم‌افزار در درجه اول بر بهبود گردش کار عکاس با تسهیل مدیریت تعداد زیادی تصویر متمرکز است. این نرم‌افزار به صورت آزاد و تحت مجوز GPL-3.0 یا بالاتر در نسخه‌های سازگار با اکثر توزیع‌های اصلی گنو/لینوکس، مک‌او‌اس، سولاریس و ویندوز در دسترس است.

## ویژگی‌ها
مشابه برخی دیگر از نرم‌افزارهای ویرایش خام، دارک‌تیبل شامل مفهوم ویرایش غیر مخرب است. این برنامه به جای اینکه بلافاصله روی داده‌های شطرنجی و تصدانه‌های تصویر اعمال شود، داده‌های تصویر اصلی را تا زمان پرداخت نهایی در مرحله خروجی نگه می‌دارد. این در حالی است که تنظیمات مؤلفه‌های انجام شده توسط کاربر به صورت بلادرنگ نمایش داده می‌شود. این برنامه دارای پروفایل‌های ICC داخلی، شتاب‌دهنده GPU (مبتنی بر OpenCL) و پشتیبانی از رایج‌ترین قالب‌های تصویر است.

### ویژگی‌های اصلی
- ویرایش غیر مخرب با ورودی توضیحات تغییر XMP
- کار در حالت شناور ۳۲ بیتی روی یک کانال رنگی در فضای CIE LAB
- پیاده‌سازی کامل مدیریت رنگ
- پشتیبانی از قالب‌های RAW ، JPG ، RGBE ، PFM و موارد دیگر
- معماری کاملاً ماژولار
- بیش از ۳۰ ماژول برای تبدیل، اصلاح رنگ، بهبود کیفیت و جلوه‌های هنری
- سازماندهی تصاویر و جستجو بر اساس مؤلفه‌ها
- ترجمه شده به ۱۹ زبان
- پشتیبانی از عکسبرداری مستقیم از طریق دوربین
- پیدا کردن عکس‌های مشابه
- پشتیبانی از برچسب‌های مختصات جغرافیایی با نمایش عکس‌ها روی نقشه
- یک ابزار یکپارچه برای اجرای اسکریپت‌های لوآ اسکریپت‌ها را می‌توان به کلیدهای میانبر یا رویدادهای خاص، مانند هنگام وارد کردن تصاویر جدید، پیوند داد.

### ماسک
پشتیبانی از ماسک‌های ترسیم‌شده در نسخه ۱.۴ دارک‌تیبل اضافه شد که امکان اعمال جلوه‌ها را به نواحی مشخص‌شده دستی از تصویر فراهم می‌کند. پنج نوع ماسک موجود است: قلم‌مو، دایره، بیضی، مسیر بزیه و گرادیان؛ همه قابل تغییر اندازه هستند، امکان محو شدن شعاعی را برای ترکیب روان فراهم می‌کنند و می‌توان میزان شفافیت آنها را کنترل کرد. می‌توان تعداد دلخواهی ماسک ایجاد کرد و آنها را در یک «مدیر ماسک» در سمت چپ رابط کاربری جمع‌آوری کرد. 

### رنگ
دارک‌تیبل از پروفایل ICC داخلی برای فضاهای رنگی sRGB ، Adobe RGB ، XYZ و RGB خطی پشتیبانی می‌کند. 

### درون‌ریزی و برون‌ریزی
قالب‌های تصویر خام ، JPEG ، HDR و تصاویر PFM را می‌توان از دیسک یا دوربین وارد کرد و به دیسک، آلبوم‌های وب پیکاسا ، ایمیل و یک گالری وب ساده مبتنی بر HTML به صورت تصاویر JPEG، PNG، JPEG XL ، TIFF ، وب‌پی، PPM ، PFM و EXR خروجی گرفت.  تصاویر را می‌توان با استفاده از یک افزونهٔ خارجی به ویکی‌انبار صادر کرد. 

### اسکریپت‌نویسی
دارک تیبل را می‌توان با اسکریپت‌های نوشته شده با زبان برنامه‌نویسی لوا نسخه ۵.۲ کنترل کرد. با کمک لوا می‌توان ترتیبی داد که دارک‌تیبل با رخ دادن برخی رویدادها، کار به خصوصی را انجام دهد. یک مثال می‌تواند فراخوانی یک برنامه خارجی در حین برون‌ریزی پرونده به منظور اعمال مراحل پردازش اضافی در خارج از دارک‌تیبل باشد. 

### هیستوگرام چند حالته
انواع هیستوگرام چندگانه، هر یک با کانال‌های قرمز، سبز و آبی قابل انتخاب به صورت جداگانه: خطی، لگاریتمی و موجی (جدید در نسخه ۱.۴) در دسترس هستند. 

## رابط کاربری
دارک‌تیبل دو حالت اصلی دارد: «میز نور» و «اتاق تاریک». هر کدام نشان دهندهٔ یک مرحله در فرآیند ظهور تصویر هستند. دو حالت دیگر، اتصال به اینترنت و نمای نقشه هستند. پس از اجرا، میز نور (lighttable) که جایی برای نمایش تصاویر است به طور پیش‌فرض باز می‌شود. تمام تابلوها در تمام حالت‌ها می‌توانند برای صرفه‌جویی در فضای صفحه نمایش، کوچک شوند. 

### میز نور
تابلوی سمت چپ برای وارد کردن تصاویر، نمایش اطلاعات اکسیف و پالیدن است. دکمه‌های امتیازدهی و دسته‌بندی در بالا قرار دارند، در حالی که تابلوی سمت راست دارای ماژول‌های مختلفی مانند ویرایشگر فراداده و ویرایشگر برچسب است. ماژولی که برای خروجی گرفتن از تصاویر استفاده می‌شود، در پایین سمت راست قرار دارد.

### اتاق تاریک
حالت دوم، «اتاق تاریک»، تصویر را در مرکز نمایش می‌دهد و چهار تابلو در اطراف آن قرار دارند؛ اکثر ابزارها در سمت راست ظاهر می‌شوند. تابلوی سمت چپ، پیش‌نمایشی قابل تنظیم از تصویر فعلی، مجموعه‌ای از تاریخچهٔ ویرایش‌ها، انتخابگر رنگ و اطلاعات اکسیف را نمایش می‌دهد. یک نوار فیلم با تصاویر دیگر در پایین نمایش داده می‌شود و می‌توان آن را با استفاده از فهرست‌های تابلوی بالایی مرتب و پالایش کرد. این قسمت همچنین امکان دسترسی به پیکربندی تنظیمات را فراهم می‌آورد. پیکربندی دارک‌تیبل امکان تنظیم میانبرهای صفحه‌کلید و تنظیمات پیش‌فرض شخصی‌سازی‌شده را فراهم می‌کند.

### تترینگ
حالت سوم امکان اتصال از طریق gPhoto به برخی از دوربین‌هایی که از آن پشتیبانی می‌کنند را فراهم می‌کند. 

### نقشه
حالت چهارم می‌تواند نقشه‌ها را از منابع برخط مختلف نمایش داده و امکان زدن برچسب‌های جغرافیایی را با عمل کشیدن و رها کردن فراهم می‌کند. همچنین از نقشه‌ها برای نمایش تصاویری که قبلاً توسط دوربین برچسب‌گذاری جغرافیایی شده‌اند، استفاده می‌کند.

## افزونه‌ها
تا تاریخ دسامبر ۲۰۱۹، دارک‌تیبل دارای ۶۷ افزونهٔ تنظیم تصویر در پنج گروه مختلف است. 

## توسعه

### تابستان کدنویسی گوگل
در سال ۲۰۱۱، تیم دارک‌تیبل در تابستان کد گوگل (GSoC) شرکت کرد. اهداف اصلی حذف وابستگی به طراح رابط گلید و ایجاد فضای بیشتر برای ماژولار بودن بود. سامانهٔ ورودی برای مدیریت میانبرها نیز بازنویسی و در نسخه ۰.۹ گنجانده شد.  

### توزیع
دارک‌تیبل به عنوان یک نرم‌افزار آزاد و تحت مجوز GPL-3.0 یا بالاتر منتشر شده است. نسخه فعلی دارک‌تیبل روی لینوکس ، مک‌او‌اس و ویندوز کار می‌کند. بسیاری از توزیع‌های لینوکس، از جمله دبیان، فدورا، اوپن‌سوزه، آرچ لینوکس و جنتو لینوکس، دارک‌تیبل را در مخازن پیش‌فرض خود دارند.
دارک‌تیبل همچنین روی سولاریس ۱۱ اجرا می‌شود  و بسته‌هایی با قالب IPS از طرف ارائه‌دهندهٔ آن در دسترس است. 

### محلی‌سازی

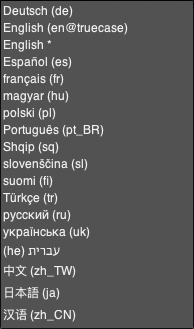
تمام ۱۸ زبان موجود در دارک‌تیبل ۴٫۴٫۲

دارک‌تیبل به زبان‌های مختلفی در دسترس است. دارک‌تیبل به خاطر استفادهٔ پیش‌فرض از حروف کوچک در تمام زبان‌ها قابل توجه است. از نسخه ۴.۴.۰ به بعد، یک زبان جدید به نام "en@truecase" به کاربران اجازه می‌دهد تا حروف بزرگ و کوچک مرسوم را برای انگلیسی به کار ببرند. 

## پیوندهای خارجی
- وبگاه رسمی

## کتابشناسی
- Вейч, Ник (2010). "Darktable". Linux Format, русская редакция (به روسی). Saint Petersburg, Russia. 130 (4): 97. ISSN 1062-9424.